# Huppenbroich
Huppenbroich is een plaats in de Duitse gemeente Simmerath, deelstaat Noordrijn-Westfalen, en telt 447 inwoners (2004).

## Geschiedenis
Huppenbroich ontstond in de nabijheid van de -nu verdwenen- burcht Meyssenburg. Het dorp zou in 1334 al hebben bestaan. Vooral na 1960 is het dorp snel gegroeid.

## Bezienswaardigheden
- Bodemresten van de Meyssenburg
- Kapel en dorpsvijver
- Museum voor religieuze volkskunst Sakrala.
- Enkele vakwerkhuizen

## Natuur en landschap
Huppenbroich ligt in de Eifel op een hoogte van 524 meter. Naar het oosten toe zijn er bossen en is er de Rurstausee.

## Nabijgelegen kernen
Simmerath, Kesternich, Eicherscheid
Dedenborn · Eicherscheid · Einruhr · Erkensruhr · Hammer · Hirschrott · Huppenbroich · Kesternich · Lammersdorf · Paustenbach · Rollesbroich · Rurberg · Simmerath · Steckenborn · Strauch · Witzerath · Woffelsbach

Stedenregio Aken · Regierungsbezirk Keulen · Noordrijn-Westfalen